# Leptogaster rufirostris
Leptogaster rufirostris là một loài ruồi trong họ Asilidae. Leptogaster rufirostris được Loew miêu tả năm 1858. Loài này phân bố ở vùng nhiệt đới châu Phi.